# ФК Лонгфорд Таун
Лонгфорд Таун (на ирландски: Cumann Peile Bhaile Longfort; на английски: Longford Town Football Club) e североирландски футболен клуб от град Лонгфорд, Северна Ирландия, който се състезава в шампионата на Ейре.

## Успехи
- Купа на Ейре (2) – 2003, 2004
  - Финалист (2): 2001, 2007
- Купа на Лигата на Ейре (1) – 2004
  - Финалист (1): 2003

## Участия в Лига Европа
| Сезон     | Турнир       | Кръг                     | Държ. | Клуб           | Резултат |
| --------- | ------------ | ------------------------ | ----- | -------------- | -------- |
| 2001 – 02 | Купа на УЕФА | Първи предварителен кръг |       | Литекс (Ловеч) | 1:1, 0:2 |
| 2004 – 05 | Купа на УЕФА | Първи предварителен кръг |       | ФК Вадуц       | 0:1, 2:3 |
| 2005 – 06 | Купа на УЕФА | Първи предварителен кръг |       | Кармартън Таун | 2:0, 1:5 |